# PTT Spor Kulübü
O Posta Telgraf Teşkilati Spor Kulübü , é um clube polidesportivo turco  da cidade de Ancara com destaque de voleibol. 

## Histórico
Em 14 de janeiro de 2010, iniciava os trâmites diante do Ministério do Interior e no dia 18 foram adotadas as medidas cabíveis para aceitação dos estatutos da "Associação de Clubes Desportivos PTT", sendo encaminhado um pedido de registo do clube à Direção Provincial de Serviços Juvenis e Desporto de Ancara, que é filiada à Direção Geral de Desporto, obtendo o registro em 25 de janeiro do mesmo ano, com a missão de: proporcionar aos membros da Organização Central e Provincial da Direção-Geral PTT a oportunidade de praticarem várias atividades desportivas, de estabelecerem amor e respeito mútuos, de contribuir para a sua saúde física e mental, e objetivando: apoiar o desporto do país, desenvolver ramos desportivos, apoiar a formação e educação de jovens talentosos, seus formadores e desportistas, e apoiar pessoas e organizações que trabalham nesta matéria,

### Títulos conquistados
Liga dos Campeões
 Taça CEV
 Challenge Cup
 Balkan Volleyball Association Cup (BVA Cup)
 Campeonato Turco
 Copa da Turquia
 Supercopa Turca

## Elenco
| N° | Nome              | Posição     | Nascimento                       | Altura (cm) | Nacionalidade |
| -- | ----------------- | ----------- | -------------------------------- | ----------- | ------------- |
| 1  | Hélène Rousseaux  | Central     | 25 de setembro de 1991 (33 anos) | 187         | Bélgica       |
| 2  | Simay Kurt        | Líbero      | 29 de julho de 2000 (24 anos)    | 173         | Turquia       |
| 3  | İlayda Uçak       | Central     | 28 de outubro de 2002 (22 anos)  | 188         | Turquia       |
| 4  | Ece Morova        | Levantadora | 27 de janeiro de 1998 (27 anos)  | 178         | Turquia       |
| 5  | Bahar Akbay       | Central     | 21 de janeiro de 1998 (27 anos)  | 196         | Turquia       |
| 7  | Buse Kaygisiz     | Líbero      | 6 de fevereiro de 1997 (28 anos) | 160         | Turquia       |
| 8  | Semra Özer        | Oposta      | 19 de janeiro de 1994 (31 anos)  | 185         | Turquia       |
| 9  | Dilşad Nur Kavas  | Central     | 26 de junho de 2003 (21 anos)    | 184         | Turquia       |
| 10 | Merve Tanyel      | Ponta       | 6 de fevereiro de 1996 (29 anos) | 177         | Turquia       |
| 11 | Çağla Erdem       | Oposta      | 18 de junho de 1988 (36 anos)    | 188         | Turquia       |
| 13 | Amanda Francisco  | Ponta       | 16 de agosto de 1988 (36 anos)   | 180         | Brasil        |
| 14 | Emiliya Dimitrova | Oposta      | 26 de dezembro de 1991 (33 anos) | 185         | Bulgária      |
| 16 | Ceren Nur Domaç   | Central     | 16 de abril de 1999 (25 anos)    | 188         | Turquia       |
| 17 | Sıla Çalışkan     | Levantadora | 16 de dezembro de 1996 (28 anos) | 183         | Turquia       |

Atualizado em janeiro de 2022.,